# Kappel (toponiem)
Het woorddeel kappel komt voor in verschillende toponiemen. Het verwijst naar een kapel. Het komt voor in Frans-Vlaanderen, in het Frans gespeld als Cappel, omdat de tweede lettergreep daar dof is geworden en de klemtoon naar de eerste lettergreep is verschoven, in tegenstelling tot "kapelle" in West-Vlaanderen, maar in overeenkomst met het Zeeuws (bijvoorbeeld "Weskappel" voor Westkapelle). Plaatsnamen met "kappel" zijn:
Armboutskappel (Armbouts-Cappel), Oostkappel (Oost-Cappel), Sint-Janskappel (Sint-Jans-Cappel), Sint-Silvesterkappel (Saint-Sylvestre-Cappel), Sint-Mariakappel (Sainte-Marie-Cappel), Waalskappel (Wallon-Cappel), Wemaarskappel (Wemaers-Cappel), Westkappel (West-Cappel), Zegerskappel (Zegerscappel)